# ماسالا دوسا
ماسالا دوسا یک غذای محلی محبوب مربوط به منطقهٔ جنوب هندوستان است. این غذا متشکل از برنج، عدس، سیب زمینی و برگ کاری است و با چاتنی و سمبر سرو می‌شود. اگر چه در گذشته این غذا تنها در جنوب هند محبوبیت داشت  هم اکنون در همه جای هند و خارج از این کشور  نیز یافت می‌شود. در جنوب هند طرز تهیه ماسالا دوسا شهر به شهر متفاوت است.

### مواد تشکیل دهنده
معمولاً ماسالا دوسا متشکل از برنج، دانه خردل سیاه، دانه شنبلیله، نمک، روغن نباتی، سیب زمینی، پیاز، فلفل سبز، برگ کاری و زردچوبه است.

### انواع ماسالا دوسا

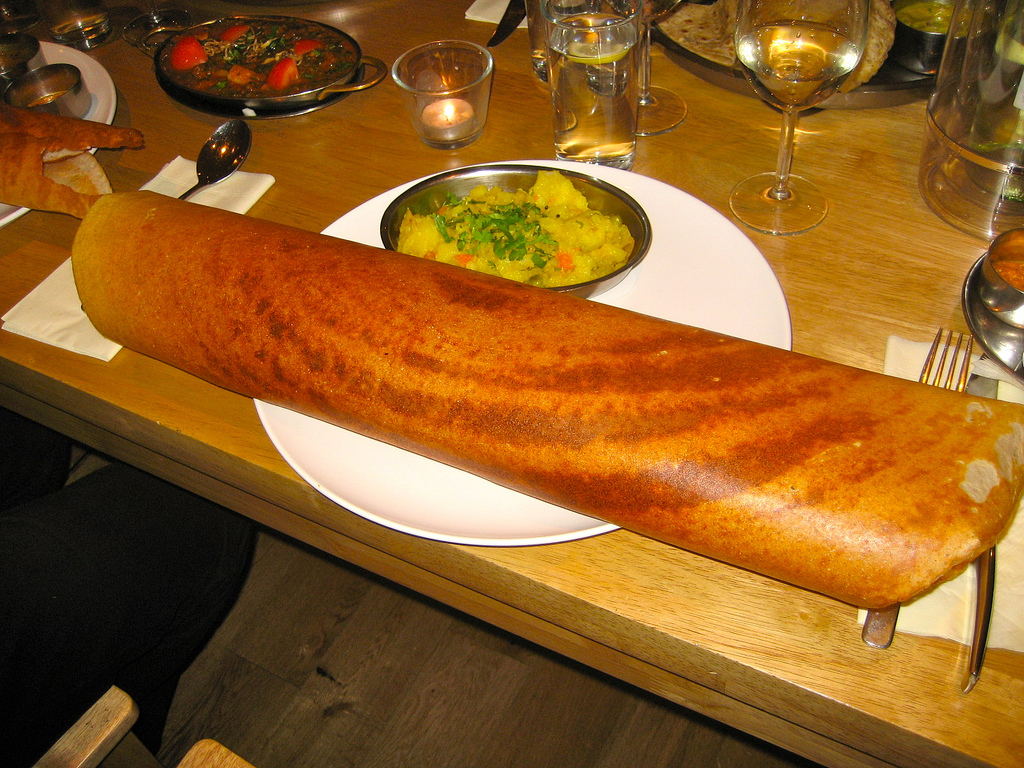
ماسالا دوسای کاغذی
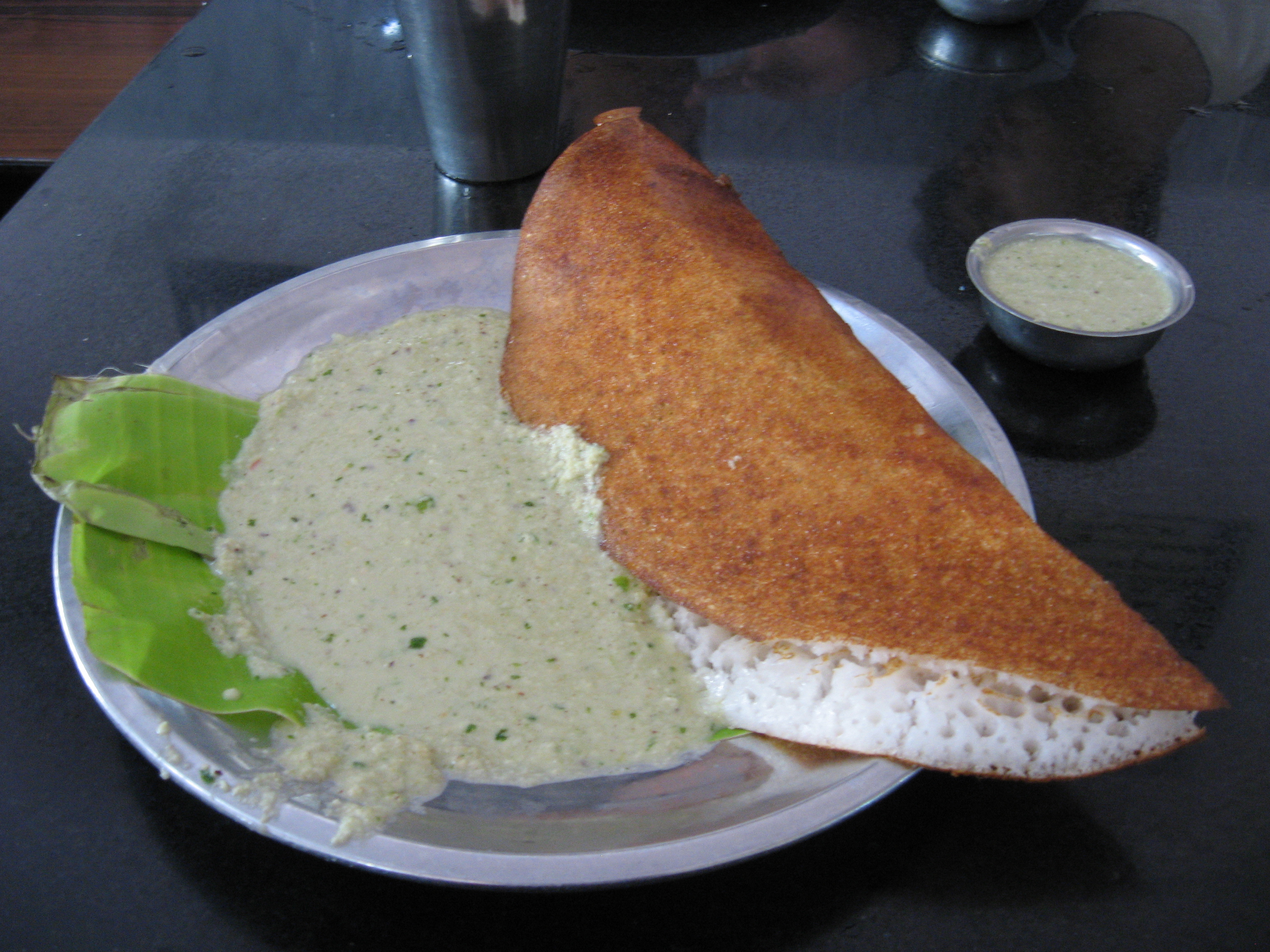
ماسالا دوسای میسور
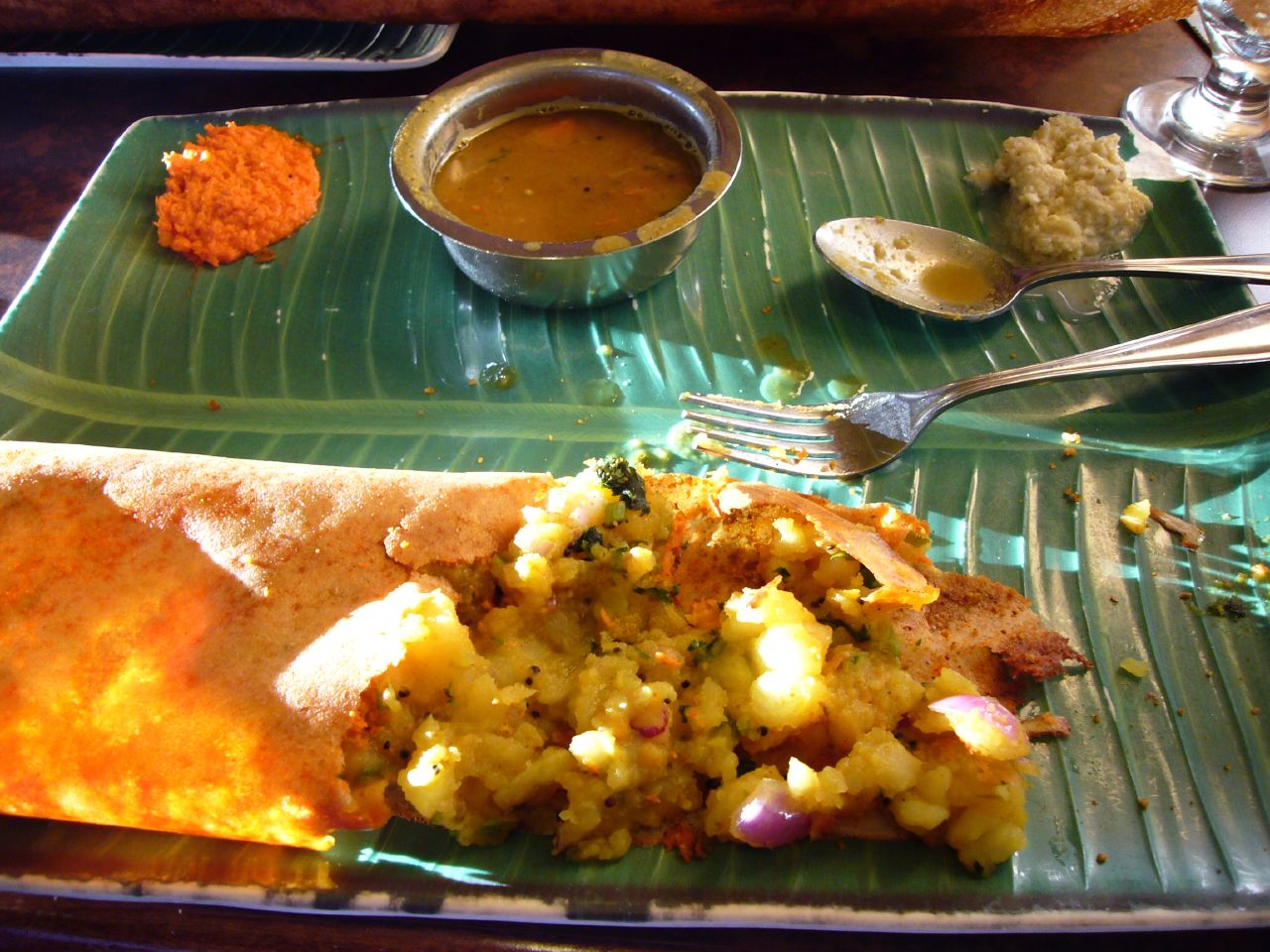
ماسالا دوسای ویژه مدرس
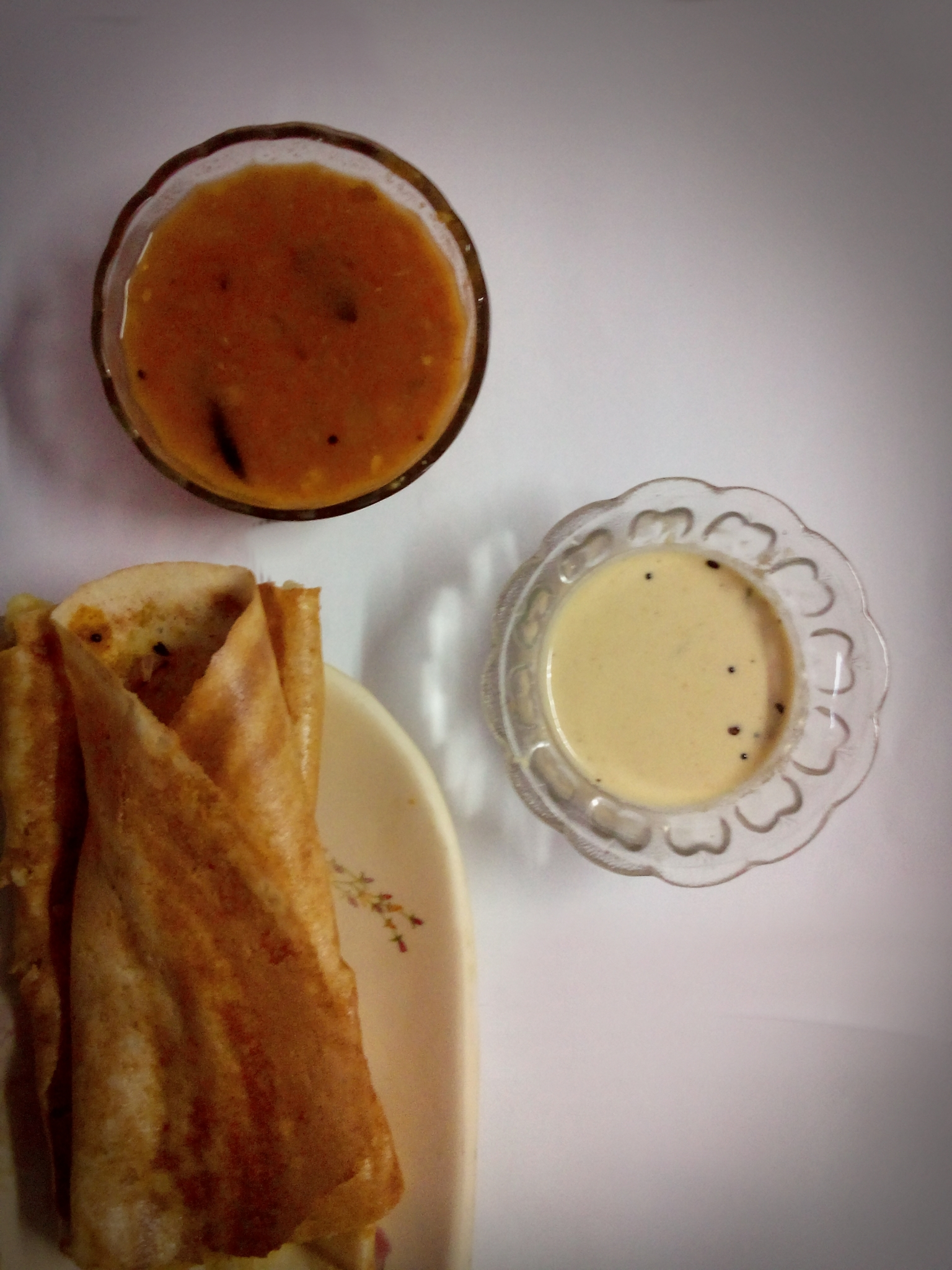
ماسالا دوسا